# 竹久夢二伊香保記念館
竹久夢二伊香保記念館 （たけひさゆめじ いかほ きねんかん）は、群馬県渋川市にある私立美術館。大正ロマンを代表する画家竹久夢二の作品を展示する。

## 概要
竹久夢二伊香保記念館は、群馬県渋川市の伊香保温泉街に位置している。榛名山を含むこの一帯は竹久夢二にゆかりの深い土地で、かつて夢二はモデルのお葉を連れて榛名・伊香保を旅し、のちに榛名湖畔にアトリエを建て、「榛名山美術研究所」の設立を構想した地でもあった。1981年（昭和56年）5月23日に開館した。
記念館は、夢二研究で知られる長田幹雄の収集品を中核に絵画、版画、浴衣などのデザイン原画、日記、スケッチ帖など16,000点を超える資料を所蔵し、企画展の開催、出版活動等により夢二の幅広い創作活動を紹介している。ほかにアンティーク人形（モリムラドール）や食器類（オールドノリタケ等）、古美術なども所蔵している。「大正ロマンの森」と呼ばれる広大な敷地には、夢二がよく描いていた蔵をイメージした「本館 大正ロマンの館」、夢二の代表作『黒船屋』を展示する「本館 夢二黒船館」、日本の建築様式により建てられた「新館 義山楼」などの様々な施設が存在している。

## 施設

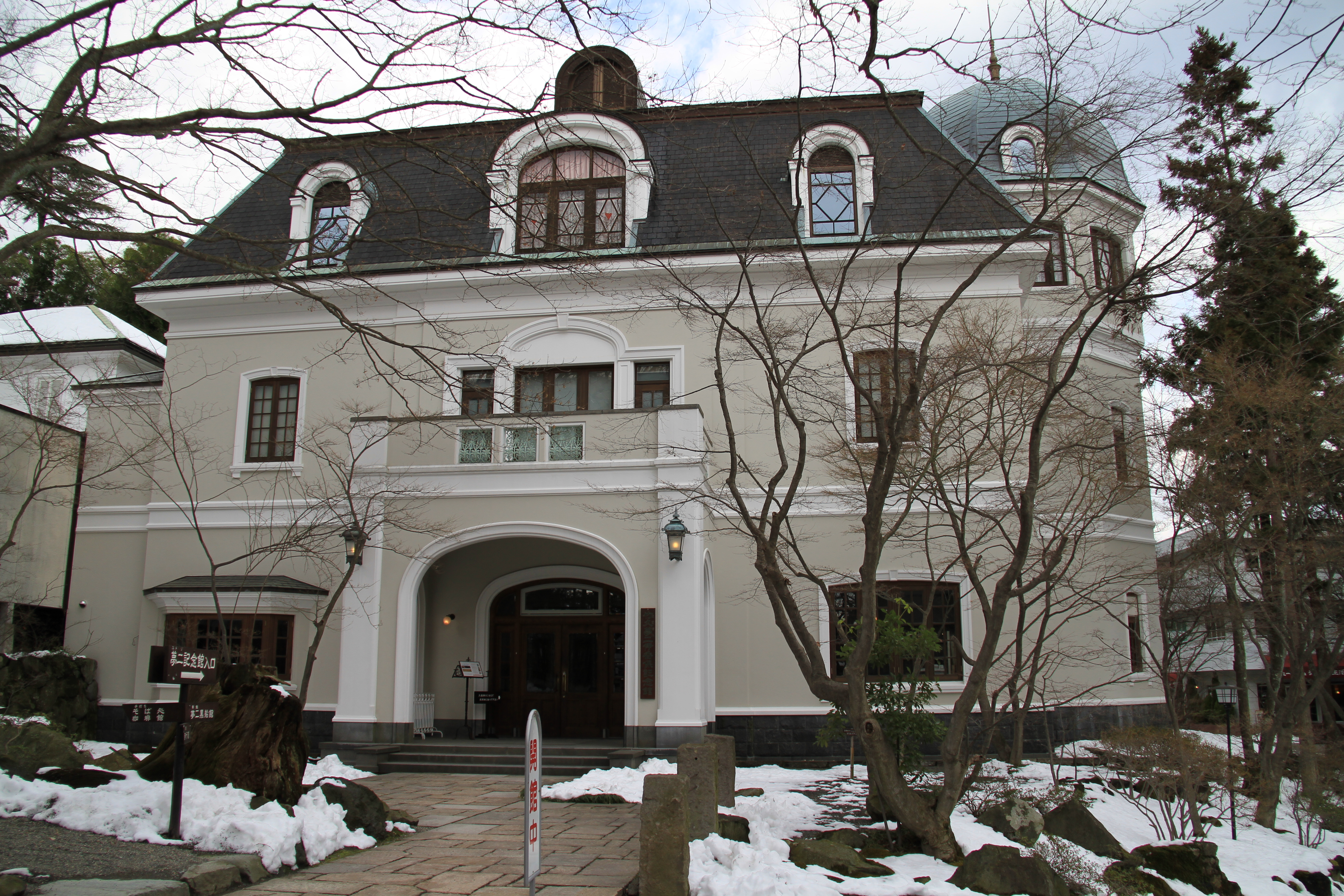
本館 夢二黒船館

### 本館 大正ロマンの館
「本館 大正ロマンの館」は、1981年（昭和56年）に開館した蔵造りの建物である。夢二が挿絵によく描いていた蔵の形をモチーフにしており、白壁を基調になまこ壁を配している。館内の特別展示室には、『榛名山賦』『青山河』などの夢二作品が展示されている。

### 本館 夢二黒船館
「本館 夢二黒船館」は、夢二の代表作『黒船屋』の寄贈をきっかけに、1995年（平成7年）11月22日に開館した3階建ての洋館である。外観は洋風であるが、日本の伝統的な尺寸法を用いるなど、日本と西洋の要素が融合した建築物となっている。3階の展示室「蔵屋敷」では『黒船屋』を、毎年、夢二の誕生日である9月16日前後の約2週間限定で特別公開している。「蔵屋敷」は『黒船屋』展示のために特別に作られた展示室で、特別公開期間以外は季節に応じた夢二の作品を展示している。ほかに喫茶店「港屋サロン」（3階）やミュージアムショップ（1階）などがある。

### 新館 義山楼
「新館 義山楼」は、美術館機能を持つ日本建築として設計された建物である。新建材を一切使用せず国産木材・和紙・漆喰など日本の材料を使い、可能な限り伝統的な工法を用いて建てられた。庭園は、小川治兵衛流による日本庭園である。館内には、江戸時代から明治・大正時代の和ガラスが展示されている。

### その他
上記のほかに「別館 夢二子供絵の館」、「迎春庵」、「聴雪庵」などがある。

## 主な収蔵品

### 竹久夢二の作品

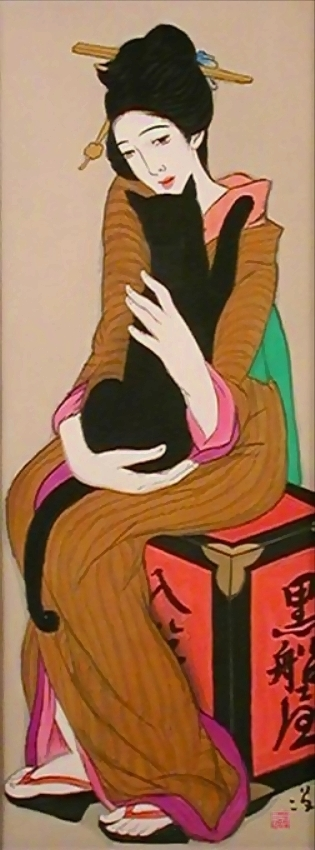
夢二の代表作『黒船屋』（1919年）

- 肉筆画『BROKEN MILL AND BROKEN HEART』 （1908年）
- 肉筆画『富士登山』 （1909年）
- 版画『緑の丘』 （1911年）
- 版画『得度の日』 （1912年）
- 半襟図案 （大正時代初期）
- 肉筆画『江戸呉服橋之図』 （1914年）
- 浴衣図案『さるかに合戦』 （1914年-1916年）
- 版画『港屋絵草紙店』 （1914年）
- 版画『一座の花形』 （1916年）
- 版画『小春・治兵衛』 （1916年）
- 肉筆画『黒船屋』 （1919年）
- 版画『宝船』 （1920年頃）
- 版画『横川忠兵衛』 （1922年）
- 浴衣『吹雪』 （大正時代後期）
- ポスター『竹久夢生展覧会』 （1931年）
- 肉筆画『榛名山賦』 （1931年）
- 肉筆画『五月之朝』 （1932年）
- 肉筆画『青山河』 （1932年）

### その他
- アンティークオルゴール[9]
- アンティーク照明器具[3]
- アンティーク人形（モリムラドール）[3]
- 食器類（オールドノリタケ、ガラス等）[3]
- ピアノ（スタンウェイ製。大正時代製作）[9]
- ピアノ（ベーゼンドルファー製。大正時代製作）[9]

## 所在地及び交通手段
- 所在地：群馬県渋川市伊香保町544-119 (北緯36度29分59秒 東経138度55分37秒 / 北緯36.49972度 東経138.92694度)
- 東日本旅客鉄道上越線または吾妻線 渋川駅下車、路線バスで約25分。